# Daihatsu Materia
De Daihatsu Materia is een mini-MPV van het Japanse merk Daihatsu. Het automodel werd geïntroduceerd op de Mondial de l'Automobile 2006 aan het Europese publiek. De Daihatsu Materia werd in Japan verkocht als Daihatsu Coo, Toyota bB en later ook als Subaru Dex.

## Ontwerp
De Materia is op hetzelfde Daihatsu/Toyota A platform gebouwd als de tweede generatie Toyota bB. De vormgeving van de carrosserie is vrijwel identiek. De opvallende Materia is gestyled om vooral de jongere generatie aan te spreken.

## Motoren
De Materia was voor zowel de Japanse als Nederlandse markt leverbaar met twee motoren. Beide motoren zijn viercilinder lijnmotoren met dubbele bovenliggende nokkenassen, distributieketting en variabele kleptiming. De 1,3 liter K3-VE was in Japan leverbaar met vierwielaandrijving en een viertraps automatische transmissie. De 1,5 liter 3SZ-VE benzinemotor was in Nederland optioneel leverbaar met vierwielaandrijving en een handgeschakelde transmissie.
| Motorcode | Slagvolume            | Aandrijving | Vermogen                    | Koppel              |
| --------- | --------------------- | ----------- | --------------------------- | ------------------- |
| K3-VE     | 1297 cm³ of 1,3 liter | FF          | 67 kW (91 pk) bij 6000 tpm  | 120 Nm bij 4400 tpm |
| K3-VE     | 1297 cm³ of 1,3 liter | 4WD         | 68 kW (92 pk) bij 6000 tpm  | 123 Nm bij 4400 tpm |
| 3SZ-VE    | 1495 cm³ of 1,5 liter | FF of 4WD   | 76 kW (103 pk) bij 6000 tpm | 132 Nm bij 4400 tpm |

## Transmissie
De Daihatsu Coo was in Japan alleen leverbaar met een viertraps automatische transmissie, voor zowel uitvoeringen met de voorwiel- als vierwielaandrijving. De Daihatsu Materia was in Nederland leverbaar met een handgeschakelde transmissie met vijf versnellingen en viertraps automaat. De 1.5 Rock-uitvoering met vierwielaandrijving was alleen leverbaar met een handgeschakelde transmissie met vijf versnellingen.

## Wielophanging en onderstel
De voorwielophanging van iedere Daihatsu Materia beschikt over schokdempers met schroefveren, welke waarbij beide wielen zijn verbonden met een stabilisatorstang (McPherson-systeem). Modellen met voorwielaandrijving beschikken over een semi-onafhankelijke achterwielophanging met schokdempers, schroefveren en een torsiestang. Modellen met vierwielaandrijving beschikken over een starre achterwielophanging met schokdempers en schroefveren.